# Julio Gallego
José Ernesto Chichet Barrios, más conocido como Julio Gallego (Montevideo, 6 de abril de 1927–Libertad, 12 de abril de 2002), fue un escritor y payador humorístico uruguayo.

## Biografía
Nacido en el barrio montevideano de Paso de la Arena, se radicó en su infancia en la localidad de 
Libertad, cultivando su arte sin que lo supiera su padre. El seudónimo que adoptó para el resto de su vida surge en ocasión de su debut artístico en radio CX 24 “La Voz del Aire”, en el cual, el también payador Conrado Gallego lo presenta como su hermano.
En años siguientes realizó giras por muchos puntos del Uruguay, así como por escenarios internacionales, recorriendo varios países de América Latina. Asimismo brindó recitales en España en 1966 y en Estados Unidos en 1978.
Tuvo una prolífica producción discográfica de alrededor de veinte álbumes, en solitario o compartidos con el también payador Abel Soria, con quien cultivo una estrecha amistad y del cual fue su principal intérprete. 
El 9 de mayo de 1987, brindando un concierto con Carlos Rodríguez en la ciudad de Treinta y Tres, sufre una hemiplejía que le impidió continuar su carrera artística.
Falleció en Libertad, San José en el año 2002.

## Discografía

### Long Plays
- El cantar de Julio Gallego (Clave CLP 1024. 1970)
- La confusión con la maxifalda (Clave CLP 1029. 1970)
- Aceitando las bisagras (Clave CLP 1035. 1971)
- Con las manijas soltadas (Clave CLP 1040. 1971)
- Arrastrando el zueco (Clave CLP 1045. 1972)
- De julio a julio, Julio (Clave CLP 1045. 1973)
- Con guitarra... y con milongas (Clave CLP 1062. 1974)
- Balada de Amor Toruno (Clave 32-1069. 1975)
- Que lío con la pistola (Clave 32-1090. 1976)
- El mundo de la picardía criolla vol. 2 (con Abel Soria. Clave 72-35067. 1978)
- Con pinta cualquiera gana (Sondor 44116. 1980)
- El mundo de la picardía criolla (con Abel Soria. Sondor 44288. 1982)
- "Lo mejor de Julio Gallego (Clave 72-35108. 1982)
- Con la reliquia colgada (Manchester 70003. 1984)
- Artimaña (Manchester 70038. 1986)
- De julio a julio, Julio (Manchester 70060. 1987)

### EP
- El Payador de la Alegría (Minerva S.T. 013)
- En 33 Doble
- Canta Julio Gallego (Clave DD 083)
- Julio Gallego (Clave DD 097)
- Julio Gallego (álbum split compartido con Abel Soria. Clave DD 099. 1971)